# Igrejinha (Arraiolos)
Igrejinha é uma povoação portuguesa sede da Freguesia de Igrejinha do Município de Arraiolos, freguesia com 84,52 km² de área e 961 habitantes (censo de 2021), tendo, por isso, uma densidade populacional de 11,4 hab./km².

## Demografia
A população registada nos censos foi:
| Distribuição da População por Grupos Etários | Distribuição da População por Grupos Etários | Distribuição da População por Grupos Etários | Distribuição da População por Grupos Etários | Distribuição da População por Grupos Etários |
| -------------------------------------------- | -------------------------------------------- | -------------------------------------------- | -------------------------------------------- | -------------------------------------------- |
| Ano                                          | 0-14 Anos                                    | 15-24 Anos                                   | 25-64 Anos                                   | > 65 Anos                                    |
| 2001                                         | 109                                          | 101                                          | 368                                          | 191                                          |
| 2011                                         | 153                                          | 81                                           | 516                                          | 182                                          |
| 2021                                         | 158                                          | 74                                           | 513                                          | 216                                          |

## Património
- Igreja Paroquial da Igrejinha ou Igreja de Nossa Senhora da Consolação
- Castelo do Mau Vizinho
- Espaço Etnográfico e do Artesanato de Igrejinha

## Equipamentos
- Junta de Freguesia de Igrejinha;
- Centro Social Recreativo de Cultura e Desporto de Igrejinha;
- Casa do Povo de Igrejinha;
- Campo de Padel da Igrejinha;
- Escola Básica de Igrejinha - Barragem do Divôr.

## Associações
- União Recreativa e Cultural Igrejinhense (fundada em 2009);
- Associação de Reformados, Pensionistas e Idosos da Igrejinha.